# Servet Tazegül
Servet Tazegül (Nuremberg, República Federal Alemanya 1988) és un taekwondista turc, guanyador de dues medalles olímpiques.
Va néixer el 26 de setembre de 1988 a la ciutat de Nuremberg, ciutat situada a l'estat de Baviera (RFA), en una família d'origen turco-àzeri, de Kars. Va participar, a 19 anys, en els Jocs Olímpics d'Estiu de 2008 realitzats a Pequín (Xina), on va aconseguir guanyar la medalla de bronze en la categoria masculina de pes lleuger. En els Jocs Olímpics d'Estiu de 2012, celebrats a Londres (Regne Unit), va aconseguir guanyar la medalla d'or en aquesta mateixa prova en derrotar a la final a l'iranià Mohammad Motamed. En els Jocs del Mediterrani de 2013, celebrats a Mersin, Turquia, va guanyar la medalla de bronze en la prova de 68 kg. Al llarg de la seva carrera ha guanyat tres medalles al Campionat del Món de taekwondo, dues d'elles d'or, l'altre de bronze, i cinc medalles d'or en el Campionat d'Europa de la mateixa disciplina.

## Curiositat
En una entrevista diu que el 2012 a Turquia fou aturat per excés de velocitat a la carretera a Konya. La policia el va multar però el va reconèixer i, també, el va felicitar pels seus èxits. Quan es va saber la notícia a la Federació turca de Taekwondo, el van trucar per telèfon dient-li: "Encara et necessitem, no vagis tan de pressa".